# Port lotniczy Orinduik
Port lotniczy Orinduik (IATA: ORJ, ICAO: SYOR) – port lotniczy zlokalizowany w miejscowości Orinduik, w Gujanie.